# Kovski Vrh
Kovski Vrh je naselje v Občini Škofja Loka.